# Minibar

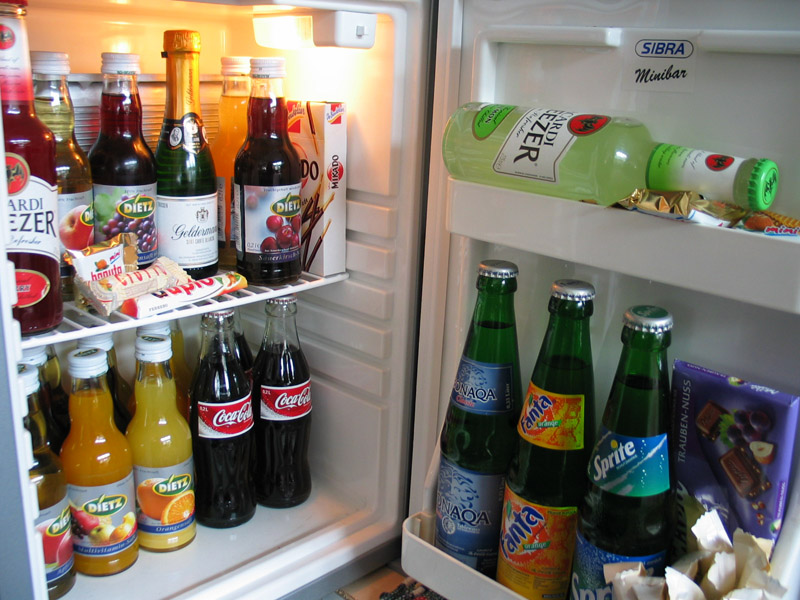
Een minibar bevoorraad met drankjes en snacks

Een minibar is een klein koelkastje dat men in (luxe) hotelkamers aantreft, en dat door de hotelier is voorzien van al dan niet alcoholische dranken en snacks zoals bijvoorbeeld chocoladerepen, chips of pinda's. Ook komt het voor dat de minibar niet is gevuld en men het voor eigen gebruik kan benutten. De alcoholische sterkedrank wordt meestal aangeleverd in miniatuurflesjes, bier soms ook, evenals vooral frisdrank, in blikjes.

## Gebruik
Het nuttigen van deze dranken en/of etenswaren moet doorgaans op een lijstje op de kamer worden aangekruist waarna het kamermeisje de volgende dag de genoten consumpties aanvult. Ook zijn er minibars die automatisch een uit de koelkast gehaalde consumptie registreren en op de hotelrekening plaatsen. Ook indien men de consumptie niet nuttigt en terug plaatst in de minibar komt het op de rekening te staan. Indien de gast geen consumpties heeft genoten (wat gezien het prijsniveau regelmatig voorkomt) hoeft er niets te worden aangevuld. Wel dient men alert te zijn op de uiterste consumptiedatum welke als er langere tijd niets genuttigd wordt kan verstrijken wat niet altijd door de hotelier wordt opgemerkt.   
Doorgaans wordt door de gast bij het verlaten van het hotel betaald al dan niet per creditcard. De prijs van consumpties uit de minibar is doorgaans niet inbegrepen bij de prijs van het verblijf. Dit in tegenstelling tot de koffie en thee, welke men zelf kan zetten met behulp van een waterkoker, die men meestal wel zonder te betalen mag gebruiken.

## Geschiedenis
Het verschijnsel minibar bestaat al minstens sedert de jaren 50 van de twintigste eeuw, maar de gekoelde variant bestaat pas sinds 1960, toen het Duitse bedrijf Siegas met een miniatuur-koelkast uitkwam.

## Klanten
Het gebruik van de minibar varieert per nationaliteit. Uit een onderzoek uit 2007 uitgevoerd door de Franse krant Le Monde bleek dat slechts 13% van de Fransen gebruik maakten van een aanwezige minibar en daar dan gemiddeld zo'n 28 euro uitgaven, dit tegen € 24 voor de Britten, € 34 voor de Duitsers en € 35 voor de Spanjaarden. Buiten dat werd er door meer mannen dan vrouwen gebruikgemaakt van de minibar. De meestgebruikte consumptie is mineraalwater; onder de snacks zijn de pinda's populairder dan de chocola.
Volgens hetzelfde onderzoek bleek dat een meerderheid van de klanten vanwege de hoge prijzen hun snacks en drankjes buiten het hotel kochten, en die naar de kamer meenamen. Het kan daarbij voorkomen dat deze dan in de minibar worden opgeborgen en al dan niet bij plaatsgebrek de hotelconsumpties tijdelijk buiten de minibar worden geplaatst.
Onder Nederlandse zakenreizigers doen er verhalen de ronde dat uit de miniflesjes gedronken wodka vervangen wordt door leidingwater, en de whisky door een ander geelkleurig vocht.

## Trein
Bij de Nederlandse spoorwegen werd de trolley waarmee een kelner van Wagons-Lits tot medio 2004 in de Intercity treinen langs kwam ook een minibar of railtender genoemd. Tegenwoordig is er railcatering die de functie van deze minibars terugbrengt in de trein in de vorm van een lopende medewerker met een "wandelende winkel".

## Bron
1. ↑  (fr) Les minibars des hôtels jugés par les Européens Le Monde, 23 augustus 2007
2. ↑  (en) Castrodale, Jelisa, Lots of Gross People Apparently Refill Minibar Bottles with Their Own Pee. Vice (13 september 2018). Gearchiveerd op 12 november 2023. Geraadpleegd op 12 november 2023.
3. ↑  stuk over minibarguerilla in the Paris Review. Gearchiveerd op 20 juli 2024.
4. ↑  Railcatering